# Lapalisse

Location of Allier department in France

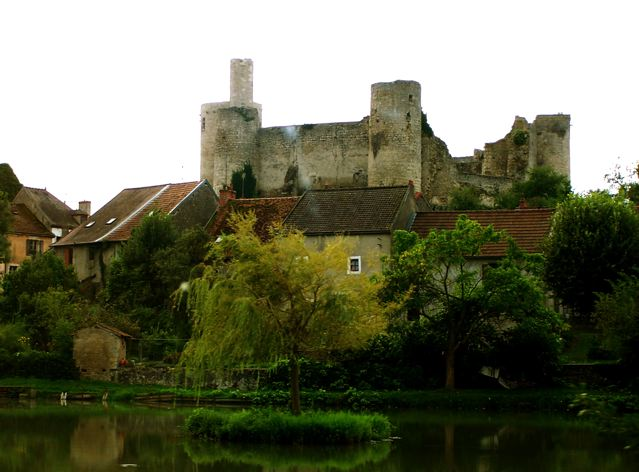
Castello di Billy

Lapalisse è un comune francese di 3 301 abitanti situato nel dipartimento dell'Allier della regione dell'Alvernia-Rodano-Alpi.

## Società

### Evoluzione demografica
Abitanti censiti